# 阿里·格哈德西
阿里·格哈德西（瑞典語：Ali Ghodsi，1978年12月—）是一名瑞典計算機科學家和企業家 ，專門研究分散式運算和大數據。他是Databricks的共同創辦人兼執行長，也是加利福尼亞大學柏克萊分校的兼職教授。他與他人合作撰寫了多篇有影響力的論文，包括Apache Mesos和Apache Spark SQL。
格哈德西在瑞典皇家理工學院獲得博士學位，指導教授是賽義夫·哈里迪（Seif Haridi）。他是Peerialism AB公司的共同創辦人，該公司總部位於斯德哥爾摩，致力於開發點對點資料傳輸系統。2008年至2009年，他也是瑞典皇家理工學院的助理教授。
他於2009年加入加利福尼亞大學柏克萊分校，與斯科特·申克、艾恩·斯托伊卡、麥可·富蘭克林（Michael Franklin）和馬泰·扎哈里亞一起從事分散式運算、資料庫系統和網路方面的研究計畫。在此期間，他協助啟動Apache Mesos和Apache Spark專案。他也與他人共同發明主導資源公平性概念，該論文對Hadoop等分散式運算的資源管理和調度設計產生了重大影響。
2013年，他與他人共同創辦將Spark商業化的公司Databricks，並於2016年出任執行長。